# Gusztáv beavatkozik
A Gusztáv beavatkozik a Gusztáv című rajzfilmsorozat negyedik évadának huszadik epizódja.

## Rövid tartalom
Barátunk minden helyzetben segítőkész, csakhogy mindig a legrosszabbkor és a legrosszabb módszerrel. Így a "hálátlan világ" nem méltányolja jóságát.

## Alkotók
- Rendezte: Jankovics Marcell, Maros Zoltán
- Írta: Jankovics Marcell
- Dramaturg: Lehel Judit
- Zenéjét szerezte: Pethő Zsolt
- Operatőr: Székely Ida
- Hangmérnök: Bársony Péter
- Vágó: Czipauer János
- Tervezte: Maros Zoltán
- Háttér és képterv: Szoboszlay Péter
- Rajzolták: Gregán Gizi, Maros Zoltán
- Színes technika: Kun Irén
- Gyártásvezető: Marsovszky Emőke
- Produkció vezető: Imre István

A Magyar Televízió megbízásából a Pannónia Filmstúdió készítette.